# Hunimundo, o Jovem
Hunimundo, o Jovem (em latim: Hunimundus; lit. "sob a suserania dos hunos") foi, segundo a Gética de Jordanes, um rei ostrogótico ativo no final do século IV ou começo do século V, membro da dinastia dos Amalos. Sucessor de Vinitário, era filho de Hermenerico e pai de Torismundo e talvez Gesimundo. Segundo Peter Heather, provavelmente não teria pertencido a dinastia dos Amalos, tendo sido incluído nela como forma de reconciliar as dinastias góticas em conflito no período.
Famoso por sua beleza pessoa, era feroz na guerra e conseguiu derrotar os suevos em batalha. Para Peter Heather, provavelmente ele teria sido morto por Valamiro, que pelo período estava em conflito com os líderes de grupos góticos rivais de modo a fortalecer sua posição. Segundo Hyun Jin Kim, Hunimundo provavelmente não era ostrogodo, e sim huno, e teria sido parente de Valamiro. Segundo o autor, ele teria recebido como apanágio o domínio sobre os godos e nesta posição teria incorporado os suevos. Com sua morte em data desconhecida, os godos seriam regidos por Torismundo, e os suevos por Hunimundo.